# Амол
Амол (на персийски: آمل) е град в Иран, провинция Мазандаран. При преброяването от 2012 г. има 224 160 жители.

## История

### Антична
Някои историци в миналото свързват този древен град с периодите на първите персийски митични династии на арийците, пишдадите и каянидите. Мардите обитават района на града преди пристигането на арийците, които мигрират към него и се заселват в Иранското плато от края на второто хилядолетие пр.н.е. до началото на първото хилядолетие пр.н.е. Много учени смятат, че името на града се корени в думата Амард. Според историческата литература Амол е столица на Мазандаран в периода, който започва от Сасанидската империя до ханство Илханат на Монголската империя. Въпреки че се считат за мидийци, Херодот споменава за племена, наречени мардийци като едни от десетте персийски племена в Персис.

### Партско царство
По време на Партското царство Амол е един от центровете в държавата.

### Сасаниди
Амол е столица на Мазандаран в периода, който започва от 3 век при Сасанидската империя до 13-14 век при илханатската династия на Монголската империя.

### Ислям
Жителите на Амол приемат исляма по време на управлението на Махди (775 – 785 г.) в Абасидския халифат. След монголското нашествие регионът е обект на опустошение и през това време град Сари е обявен за столица. В началото на 14 век Хесам Един Ардешир премества столицата от Сари в Амол и построява там двореца си. През 1392 – 1393 г. Амол и Сари са ограбени от Тимур.

### Сефевиди
По време на сефевидското управление на Мазандаран Амол има период на растеж. Градът е любимото място на Абас II, който често го посещава. По това време градът се счита за „столица на населения свят“ и е аплодиран за своето величие. По това време са построени няколко моста през река Хараз.
- Разширение на Партското царство (в сенчесто)
- Мидийците (600 г. пр.н.е.)
- Алавидски емират със столица Амол

### 20 век
Няколко лидери на иранските конституционни революции от 1905 г. и 1911 г. приветстват промените от Амол. Молла Али Кани, реформаторът, който повежда народа, има голяма роля в постигането на целите на конституционната революция на Иран.
Амолското въстание от 1982 г. е започнато от „Съюза на иранските комунисти“ (Sarbedaran), който започва въоръжена съпротива срещу иранското правителство. Въстанието се проваля и повечето от водачите му са обесени, но самото въстание става популярно и е на почит сред някои ирански леви организации.

### 21 век
Някои от най-новите проекти включват пълното възстановяване на пазара и на улица Имам Реза, както и цялостен план за запазване на старите градски квартали. В ход са много различни строителни проекти за модернизиране на инфраструктурата на града. През последните няколко години в Амол са построени много сгради и булеварди.

## География
Амол се намира на брега на река Хараз, на по-малко от 20 км южно от Каспийско море и по-малко от 10 на север от планината Алборз. Той е на 180 км от Техеран и на 60 км западно от Сари.

### Климат
Амол има кратко, но горещо лято и дълга мека зима. Климатът му е класифициран като средиземноморски с горещо лято.
| Амол                               | Амол | Амол | Амол | Амол | Амол | Амол | Амол | Амол | Амол | Амол | Амол | Амол | Амол    |
| Месеци                             | яну. | фев. | март | апр. | май  | юни  | юли  | авг. | сеп. | окт. | ное. | дек. | Годишно |
| Средни максимални температури (°C) | 13,1 | 12,5 | 12,4 | 16,2 | 23,7 | 27,7 | 28,7 | 30,3 | 25,9 | 23,2 | 18,9 | 15,1 |         |
| Средни температури (°C)            | 8,7  | 8,1  | 8,2  | 11,9 | 19,1 | 21,9 | 24   | 25,4 | 21,1 | 18,4 | 13,8 | 10,2 |         |
| Средни минимални температури (°C)  | 4,4  | 3,8  | 4    | 7,7  | 14,6 | 16,2 | 19,3 | 20,6 | 16,3 | 13,6 | 8,7  | 5,4  |         |
| Средни месечни валежи (mm)         | 96   | 80   | 74   | 69   | 31   | 27   | 27   | 36   | 87   | 97   | 97   | 108  |         |
| ---------------------------------- | ---- | ---- | ---- | ---- | ---- | ---- | ---- | ---- | ---- | ---- | ---- | ---- | ------- |
|                                    |      |      |      |      |      |      |      |      |      |      |      |      |         |

## Икономика
Амол е икономически център на провинция Мазандаран. Земеделието и туризмът са в основата на икономиката. Ориз, зърно, плодове, памук, чай, захарна тръстика и коприна се произвеждат в низината. Минерална вода, месо, млечни продукти и дървен материал са основата на преработващата промишленост.

## Език
Повечето жители на града говорят мазандерански език Табари като майчин, освен официалния персийски език. По-голямата част от населението изповядва шиитски ислям.

## Транспорт
Път 77 е най-важният път от Техеран до северната част на Иран. Този път преминава от долината на река Хараз и затова е известен също като Харазки между Амол и Рудехе. Национален парк Лар се достига чрез този път. Той е най-краткия от Техеран до север (180 км). През последните години някои части на пътя са разширени и безопасността е подобрена.